# Рокосів (зупинний пункт)
Рокосі́в — пасажирський залізничний зупинний пункт Ужгородської дирекції Львівської залізниці.
Розташований біля села Рокосово, Хустський район Закарпатської області на лінії Батьово — Солотвино І між станціями Королево (7 км) та Рокосів (1 км).
Станом на серпень 2019 року щодня чотири пари дизель-потягів прямують за напрямком Батьово/Дяково — Солотвино I.